# Veulettes-sur-Mer
Veulettes-sur-Mer est une commune française située dans le département de la Seine-Maritime en région Normandie.

## Géographie

### Description

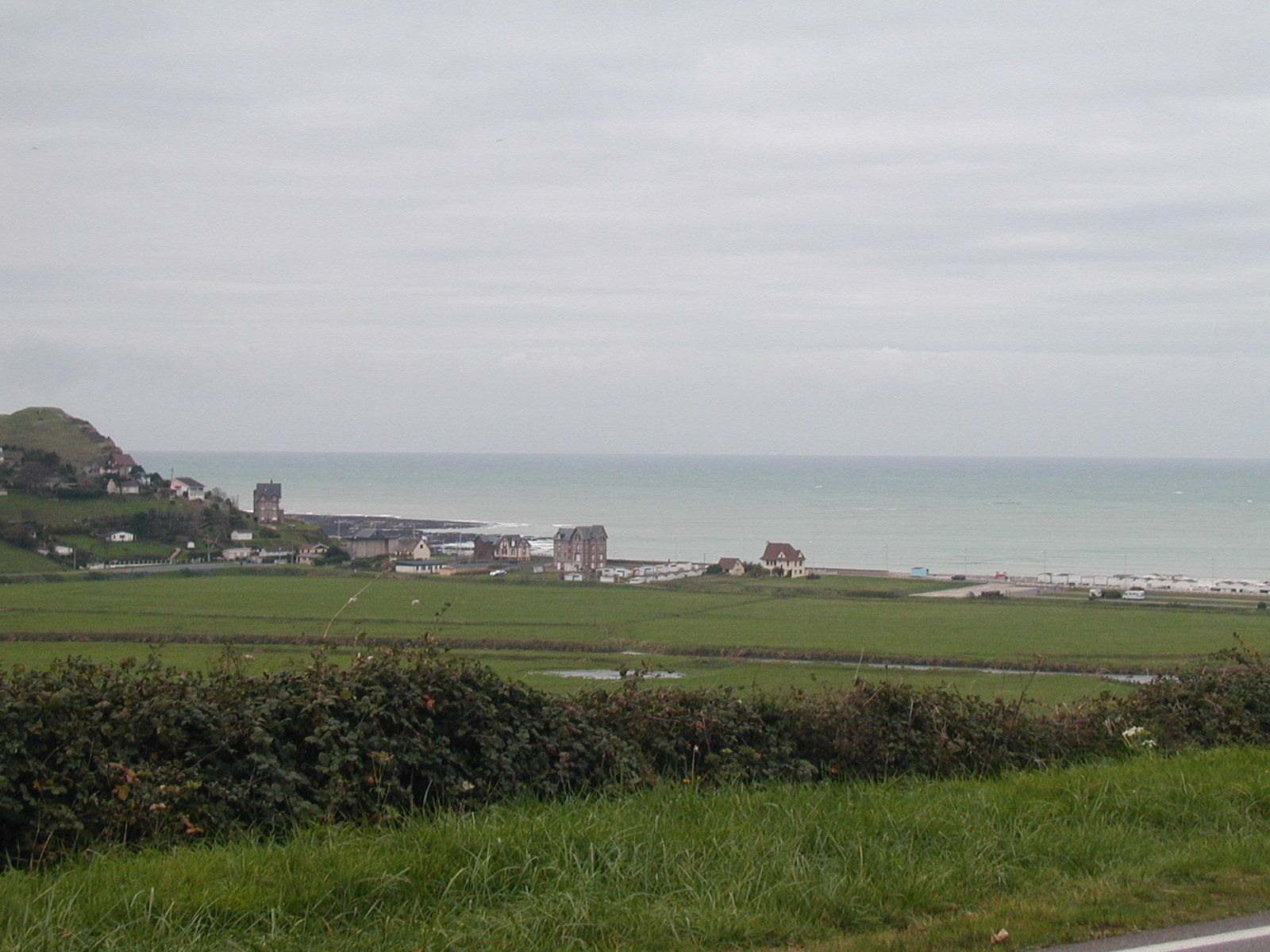
Vue de la vallée de la Durdent.

Surnommé la « perle du pays de Caux », ce petit village français sur la Manche est également une station balnéaire réputée pour sa plage en arc de cercle, la plus longue du département de Seine-Maritime (près de 2 km). La digue a fait l'objet, au milieu des années 2010, de travaux de réhabilitation, incluant des matériaux nobles tels que le bois, s'inscrivant dans le paysage, offrant ainsi à Veulettes une magnifique promenade, accessible aux personnes handicapées et apte à convaincre les promeneurs.
On retrouve des falaises identiques à celles de la ville d'Étretat (à 40 km environ de Veulettes), encerclant la plage. Mais, à la différence d'Étretat, la plage de Veulettes s'insère dans une grande vallée sauvage (peu bâtie), à l'embouchure de la Durdent. Le conservatoire du littoral a fait en 2005 l'acquisition de 10 ha de prairies dans cette vallée, protégée au titre des sites classés depuis plusieurs années. Ce monument naturel de la vallée de la Durdent offre un panorama spectaculaire entre ciel, terre et mer.
Une rivière, aujourd'hui disparue, prenait naissance au pied de l'église et suivait la vallée pour se jeter dans la mer par un estuaire plus important que celui de la  Durdent.

### Communes limitrophes
Les communes limitrophes sont  Auberville-la-Manuel, Malleville-les-Grès, Paluel et Saint-Martin-aux-Buneaux.
|                          | Manche               |                     |
| Saint-Martin-aux-Buneaux | Veulettes-sur-Mer    | Paluel              |
|                          | Auberville-la-Manuel | Malleville-les-Grès |

### Hydrographie
La commune est située dans le bassin Seine-Normandie. Elle est drainée par la Durdent,.
La Durdent, d'une longueur de 25 km, prend sa source dans la commune de Héricourt-en-Caux et se jette dans la Manche en limite des communes de Paluel et de Veulettes-sur-Mer, après avoir traversé onze communes.

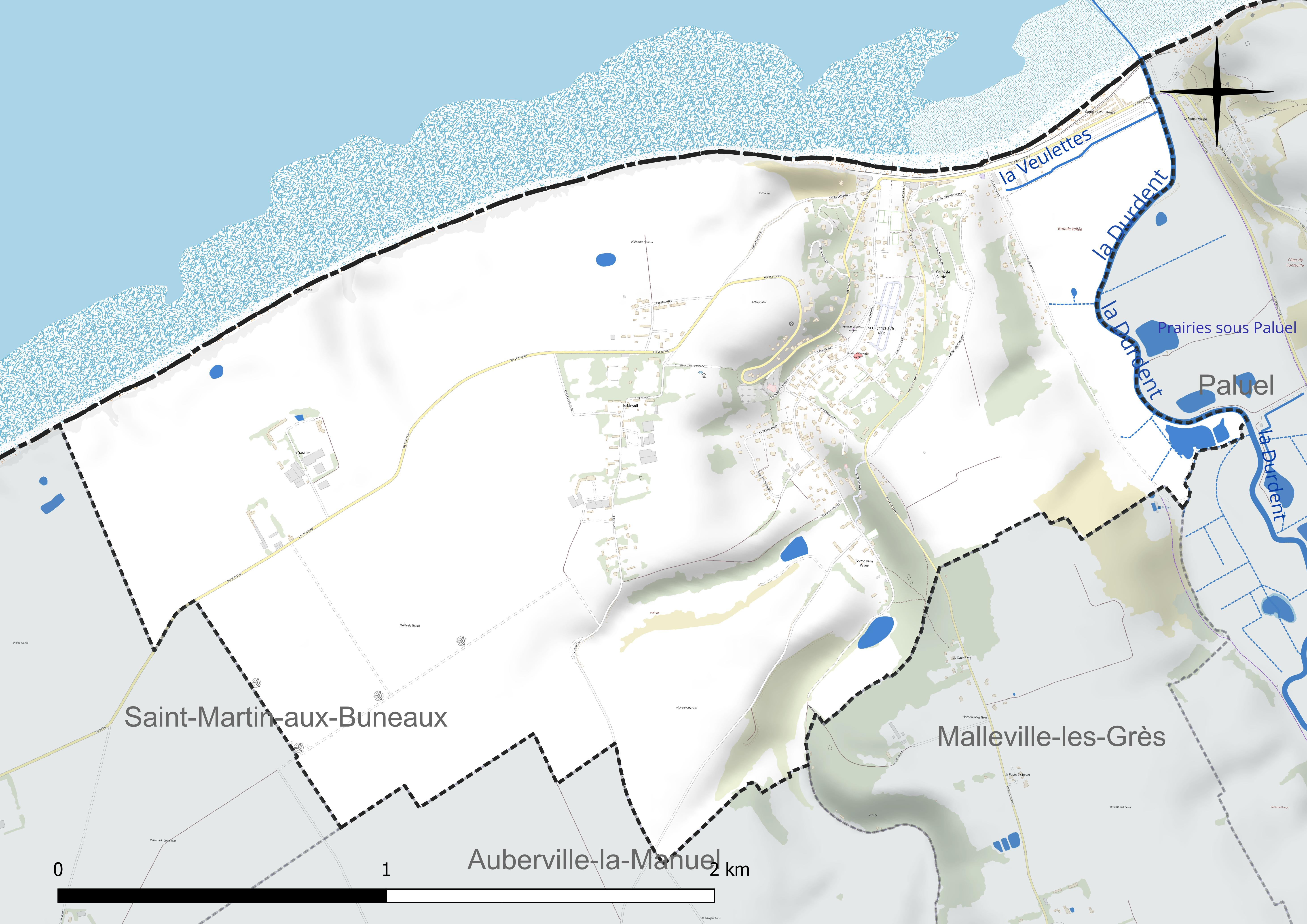
Réseau hydrographique de Veulettes-sur-Mer.

### Climat
Pour des articles plus généraux, voir Climat de la Normandie et Climat de la Seine-Maritime.
En 2010, le climat de la commune est de type climat océanique franc, selon une étude du CNRS s'appuyant sur une série de données couvrant la période 1971-2000. En 2020, Météo-France publie une typologie des climats de la France métropolitaine dans laquelle la commune est exposée à un climat océanique et est dans la région climatique Côtes de la Manche orientale, caractérisée par un faible ensoleillement (1 550 h/an) ; forte humidité de l’air (plus de 20 h/jour avec humidité relative > 80 % en hiver), vents forts fréquents. Parallèlement le GIEC normand, un groupe régional d’experts sur le climat, différencie quant à lui, dans une étude de 2020, trois grands types de climats pour la région Normandie, nuancés à une échelle plus fine par les facteurs géographiques locaux. La commune est, selon ce zonage, exposée à un « climat maritime », correspondant au Pays de Caux, frais, humide et pluvieux, légèrement plus frais que dans le Cotentin.
Pour la période 1971-2000, la température annuelle moyenne est de 10,9 °C, avec une amplitude thermique annuelle de 12,2 °C. Le cumul annuel moyen de précipitations est de 842 mm, avec 12,2 jours de précipitations en janvier et 8,2 jours en juillet. Pour la période 1991-2020, la température moyenne annuelle observée sur la station météorologique la plus proche, située sur la commune d'Ectot-lès-Baons à 27 km à vol d'oiseau, est de 10,8 °C et le cumul annuel moyen de précipitations est de 905,5 mm,. Pour l'avenir, les paramètres climatiques de la commune estimés pour 2050 selon différents scénarios d'émission de gaz à effet de serre sont consultables sur un site dédié publié par Météo-France en novembre 2022.

## Urbanisme

### Typologie
Au 1er janvier 2024, Veulettes-sur-Mer est catégorisée commune rurale à habitat dispersé, selon la nouvelle grille communale de densité à sept niveaux définie par l'Insee en 2022.
Elle est située hors unité urbaine et hors attraction des villes,.
La commune, bordée par la Manche, est également une commune littorale au sens de la loi du 3 janvier 1986, dite loi littoral. Des dispositions spécifiques d’urbanisme s’y appliquent dès lors afin de préserver les espaces naturels, les sites, les paysages et l’équilibre écologique du littoral, tel le principe d'inconstructibilité, en dehors des espaces urbanisés, sur la bande littorale des 100 mètres, ou plus si le plan local d’urbanisme le prévoit.

### Occupation des sols

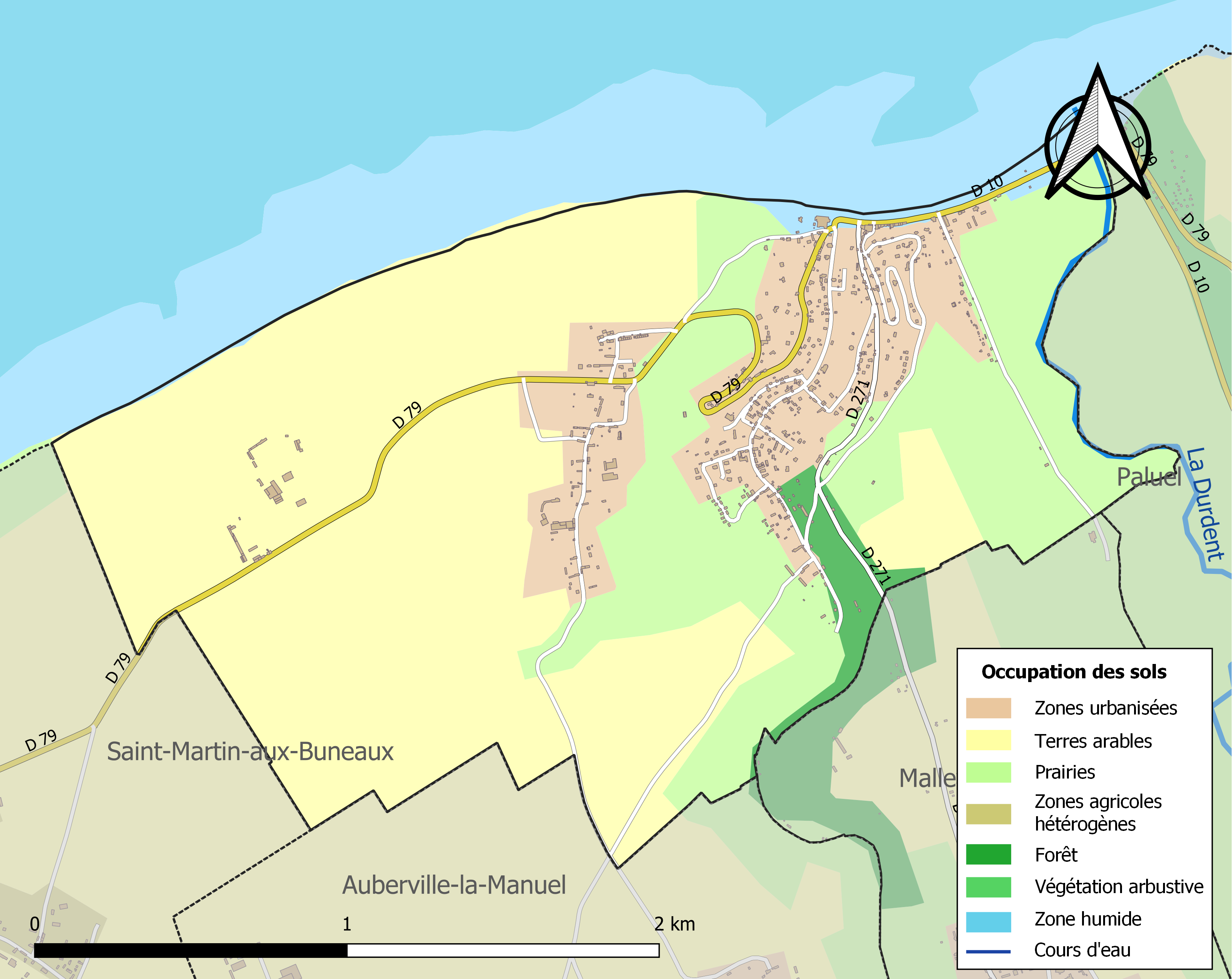
Carte des infrastructures et de l'occupation des sols de la commune en 2018 (CLC).

L'occupation des sols de la commune, telle qu'elle ressort de la base de données européenne d’occupation biophysique des sols Corine Land Cover (CLC), est marquée par l'importance des territoires agricoles (79,5 % en 2018), en diminution par rapport à 1990 (86,5 %). La répartition détaillée en 2018 est la suivante :
terres arables (54,3 %), prairies (25,2 %), zones urbanisées (16,1 %), forêts (2,3 %), zones humides côtières (2,1 %). L'évolution de l’occupation des sols de la commune et de ses infrastructures peut être observée sur les différentes représentations cartographiques du territoire : la carte de Cassini (XVIIIe siècle), la carte d'état-major (1820-1866) et les cartes ou photos aériennes de l'IGN pour la période actuelle (1950 à aujourd'hui).

### Architecture
Le village comprend des constructions d'architectures variées :
- Les chaumières normandes, en matériaux locaux, avec colombages, toits en chaume et murs en torchis ;
- Les maisons de pêcheurs, souvent des longères orientées vers le sud, construites en briques, silex et colombages, avec des toits en chaume ;
- Les maisons d'estivant. Lorsque la commune, bénéficiant du développement des transports, voit entre 1875 et 1914 de nombreux rouennais et parisiens acheter des terrains pour y faire construire des résidences secondaires. Elles sont construites essentiellement en brique et silex, avec des toits en ardoise, et sont situées près de la plage ;
- Les cabanons du bout de la plage, construits à l'initiative de l 'abbé Démeillers entre 1948 et 1952, afin de permettre à des familles défavorisées de venir profiter de l'air marin pendant les vacances ou les week-ends. Après diverses tempêtes, il n'existe plus que 80 cabanons. Ceux-ci sont très bien entretenus et appartiennent pour la plupart à des habitants du pays de Caux.

### Lieux-dits, hameaux et écarts
À l'ouest du village, les hameaux du Mesnil et du Heaume restent aujourd'hui encore en dehors de l'agglomération.

### Habitat et logement
En 2018, le nombre total de logements dans la commune était de 493, alors qu'il était de 503 en 2013 et de 497 en 2008.
Parmi ces logements, 26,2 % étaient des résidences principales, 72 % des résidences secondaires et 1,8 % des logements vacants. Ces logements étaient pour 93,4 % d'entre eux des maisons individuelles et pour 5,8 % des appartements.
Le tableau ci-dessous présente la typologie des logements à Veulettes-sur-Mer en 2018 en comparaison avec celle de la Seine-Maritime et de la France entière. Une caractéristique marquante du parc de logements est ainsi une proportion de résidences secondaires et logements occasionnels (72 %) très supérieure à celle du département (3,9 %) et à celle de la France entière (9,7 %), caractérisant le net caractère touristique de la commune. Concernant le statut d'occupation de ces logements, 62,5 % des habitants de la commune sont propriétaires de leur logement (63,8 % en 2013), contre 53 % pour la Seine-Maritime et 57,5 % pour la France entière.
| Typologie                                               | Veulettes-sur-Mer | Seine-Maritime | France entière |
| ------------------------------------------------------- | ----------------- | -------------- | -------------- |
| Résidences principales (en %)                           | 26,2              | 88             | 82,1           |
| Résidences secondaires et logements occasionnels (en %) | 72                | 3,9            | 9,7            |
| Logements vacants (en %)                                | 1,8               | 8,1            | 8,2            |

### Énergie
Un projet d'implantation d'un parc de 21 éoliennes en mer a été lancé[Quand ?] au large de la commune, à environ 7 km du rivage. Ce parc devait devenir le premier parc éolien en mer français[réf. nécessaire]. Il a finalement été remisé à la suite de la mobilisation des riverains, entre 2006 et 2011.

## Toponymie
Le nom de la localité est attesté sous les formes Apud Welletes (sans date), Terram de Welletes (sans date),  Molendinorum de Welletes en 1219, Mesnil super Weulletes (sans date), In territorio de Welletes apud Osbermare en 1234, Manerium nostrum de Welletes en 1236, Port et perroy de Veulettes en 1510, Parrochia de Weuletes en 1268, Vulletes vers 1240, Obertivilla super Wulletes en 1252, Inter Welletes et Paluel en 1263, Capella de Veulettes (variante Veulletes) en 1337, Veulettes en 1494, Veulettes sur la Mer en 1409 et 1411, Veulettes en 1715, Veulette en 1757 (Cassini).
Il s'agit du nominatif, diminutif au pluriel, de l'appellatif toponymique du vieil anglais wella / wiella signifiant « petites source, petites fontaine, petits cours d'eau », il s'agit ici de la rivière la Veulette et du fleuve côtier la Durdent.
Veulettes a pris le nom de Veulettes-sur-Mer en 1937. Toutefois, dès 1900, l'abbé Jules Gayraud, curé de la paroisse, indiquait sur la page de garde de son livre Don Gilles, ou le magicien du XIIIe siècle , curé de Veulettes-sur-Mer[réf. nécessaire].

## Histoire

### Préhistoire
Les premières traces de Veulettes datent de l'époque celtique, où elle était dénommée Werlestes (ou Wellestes).

### Antiquité
Veulettes a été un village gallo-romain.

### Moyen Âge
En 1044, le sire de Canouville lègue le territoire de Veulettes à l'abbaye Saint-Ouen de Rouen, d'après une bulle du pape Benoît IX.

### Temps modernes
La carte de Cassini ci-contre montre qu'au milieu du XVIIIe siècle, Veulette est un village avec une église située à environ 1,5 km de la côte.

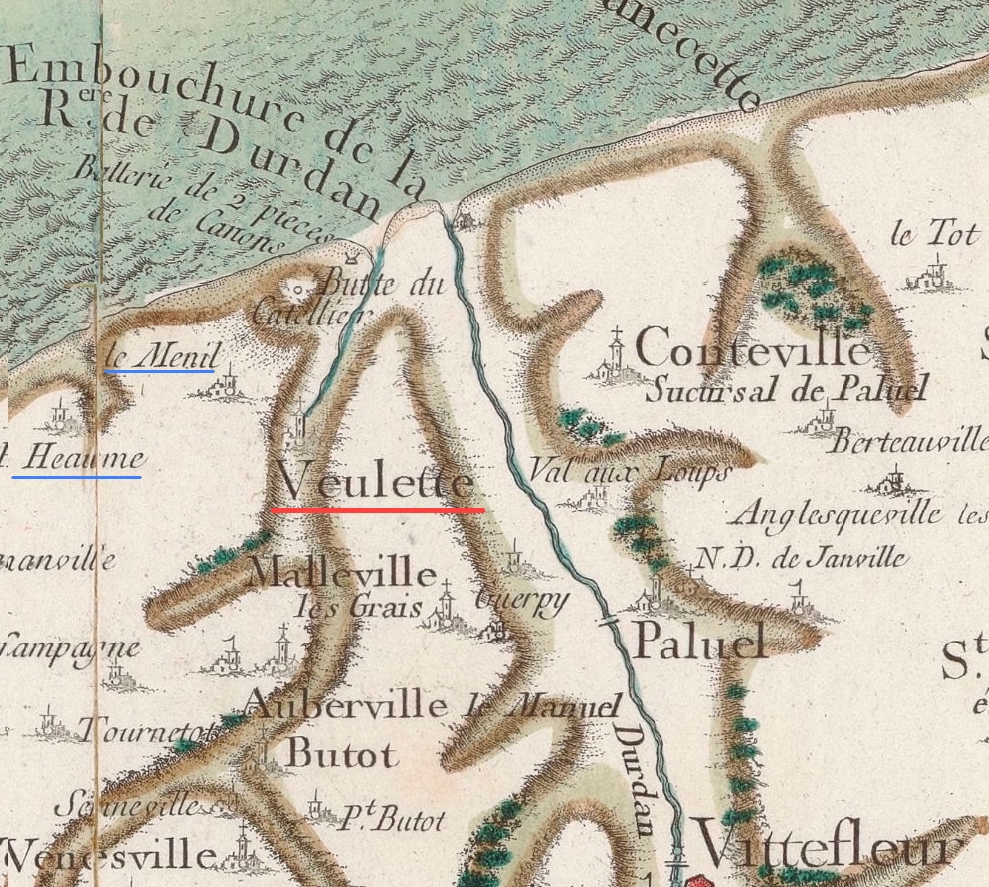
Carte de Cassini du secteur
(vers 1750).

### Époque contemporaine
Le village de Veulettes est à l'origine un village de pêcheurs, installé le long de la rivière la Veulette, à l'abri de la falaise du Catelier.
Une batterie de deux canons, installée au sommet de la falaise de la Butte du Catellier[Quand ?], protégeait le port de Saint-Valery-en-Caux, situé à 15 km à l'est, des éventuelles attaques de navires anglais.
Une ligne de chemin de fer venant de Caudebec-en-Caux et passant par Cany-Barville a été abandonnée en 1914[réf. nécessaire].

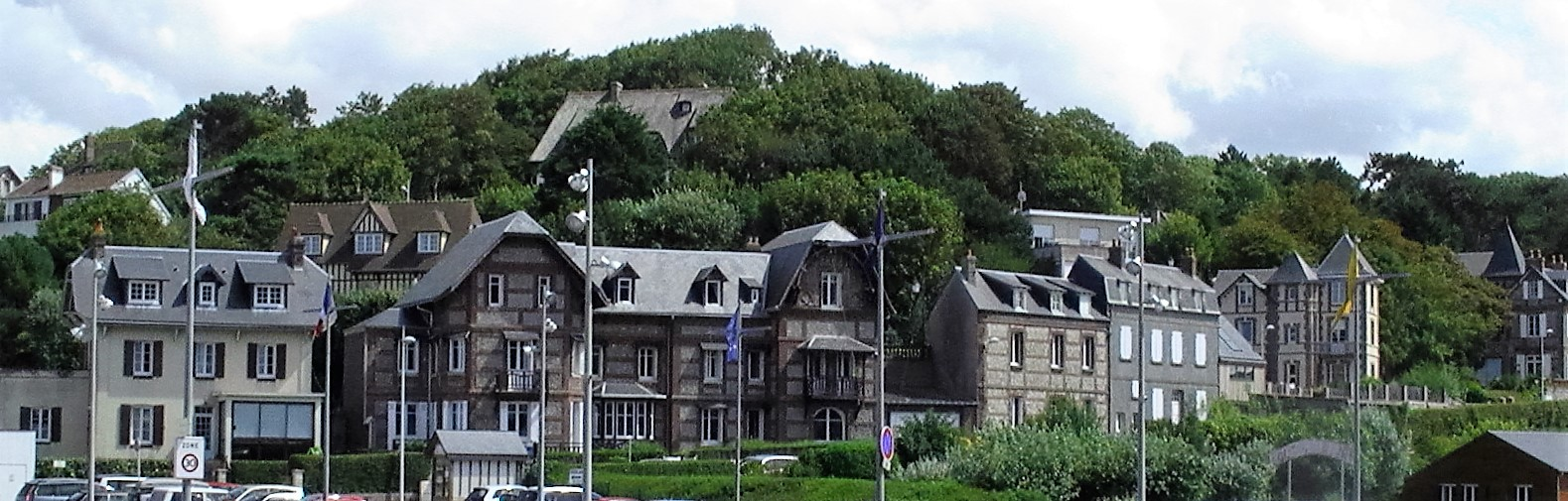
Les villas de 1900 et d'autres.

Station balnéaire très en vogue dans les années 1900, sa belle époque prend fin après la Seconde Guerre mondiale. Néanmoins, sous l'impulsion des congés payés, du développement des transports et de la proximité de Veulettes par rapport à Rouen et Paris, le tourisme se développe rapidement après la Seconde Guerre mondiale.
Il y a encore beaucoup de belles villas marquées par l'architecture 1900.

## Politique et administration

### Rattachements administratifs et électoraux

#### Rattachements administratifs
La commune se trouve depuis 1926 dans l'arrondissement de Dieppe du département de la Seine-Maritime
Elle faisait partie depuis 1793 du canton de Cany-Barville. Dans le cadre du redécoupage cantonal de 2014 en France, cette circonscription administrative territoriale a disparu, et le canton n'est plus qu'une circonscription électorale.

#### Rattachements électoraux
Pour les élections départementales, la commune fait partie depuis 2014 du canton de Saint-Valery-en-Caux
Pour l'élection des députés, elle fait partie de la dixième circonscription de la Seine-Maritime.

### Intercommunalité
Veulettes-sur-Mer est membre de la communauté de communes de la Côte d'Albâtre, un établissement public de coopération intercommunale (EPCI) à fiscalité propre créé initialement en 2001 et auquel la commune avait transféré un certain nombre de ses compétences, dans les conditions déterminées par le code général des collectivités territoriales.
Dans le cadre des dispositions de la loi portant nouvelle organisation territoriale de la République du 7 août 2015, qui prévoit que les établissements publics de coopération intercommunale (EPCI) à fiscalité propre doivent avoir un minimum de 15 000 habitants, cette intercommunalité a fusionné le 1er janvier 2017 avec sa voisine Entre Mer et Lin (4 920 habitants) et six communes de la communauté de communes de Cœur de Caux (1 677 habitants) ».

### Liste des maires
| Période                                  | Période                   | Identité               | Étiquette | Qualité |
| ---------------------------------------- | ------------------------- | ---------------------- | --------- | --- |
| Les données manquantes sont à compléter. |                           |                        |           | |
| 1946                                     | 1967                      | Émile Servan-Schreiber |           | Journaliste et homme de lettres Commandeur de la Légion d'honneur, croix de guerre 1914-1918, médaille des évadés de France Mort en fonction |
| 1967                                     | 1983                      | Denise Brésard         |           | Journaliste, veuve d'Émile Servan-Schreiber                                                                                                  |
| 1983                                     | 1995                      | Paul de Buyer          | RPR       | Industriel |
| 1995                                     | 2014                      | Christian Legrand      | UMP       | Boulanger retraité |
| 2014                                     | En cours (au 5 août 2023) | Françoise Guillot      |           | Retraitée Vice-présidente de la CC de la Côte d'Albâtre (2014 → ) Réélue pour le mandat 2020-2026,                                           |

### Jumelage
- Greenock (Royaume-Uni) depuis 1946

Veulettes est jumelée avec la ville de Greenock en Écosse depuis 1946. Charles Corruble (1899-1966), Français libre), décide en 1940 de rejoindre l'Angleterre. Installé avec sa famille à Greenock jusqu'en 1944, ils demandent lors de leur retour à Veulettes le jumelage des deux villes, qui est le premier parrainage européen.

## Population et société

### Démographie
L'évolution du nombre d'habitants est connue à travers les recensements de la population effectués dans la commune depuis 1793. Pour les communes de moins de 10 000 habitants, une enquête de recensement portant sur toute la population est réalisée tous les cinq ans, les populations de référence des années intermédiaires étant quant à elles estimées par interpolation ou extrapolation. Pour la commune, le premier recensement exhaustif entrant dans le cadre du nouveau dispositif a été réalisé en 2004.

En 2022, la commune comptait 280 habitants, en évolution de +1,08 % par rapport à 2016 (Seine-Maritime : +0,35 %, France hors Mayotte : +2,11 %).
| 1793 | 1800 | 1806 | 1821 | 1831 | 1836 | 1841 | 1846 | 1851 |
| ---- | ---- | ---- | ---- | ---- | ---- | ---- | ---- | ---- |
| 442  | 352  | 340  | 432  | 430  | 455  | 447  | 447  | 424  |

| 1856 | 1861 | 1866 | 1872 | 1876 | 1881 | 1886 | 1891 | 1896 |
| ---- | ---- | ---- | ---- | ---- | ---- | ---- | ---- | ---- |
| 398  | 356  | 336  | 316  | 308  | 313  | 322  | 298  | 305  |

| 1901 | 1906 | 1911 | 1921 | 1926 | 1931 | 1936 | 1946 | 1954 |
| ---- | ---- | ---- | ---- | ---- | ---- | ---- | ---- | ---- |
| 318  | 324  | 356  | 293  | 326  | 294  | 354  | 392  | 457  |

| 1962 | 1968 | 1975 | 1982 | 1990 | 1999 | 2004 | 2006 | 2009 |
| ---- | ---- | ---- | ---- | ---- | ---- | ---- | ---- | ---- |
| 439  | 363  | 342  | 369  | 299  | 296  | 308  | 327  | 318  |

| 2014 | 2019 | 2022 | - | - | - | - | - | - |
| ---- | ---- | ---- | - | - | - | - | - | - |
| 290  | 271  | 280  | - | - | - | - | - | - |

### Manifestations culturelles et festivités
La commune organise chaque année un feu d'artifice pour le 14-Juillet, précédé d'une marche aux flambeaux qui remonte vers la mer. Le feu est tiré depuis le bout de la plage, au pied des falaises.

## Culture locale et patrimoine

### Lieux et monuments

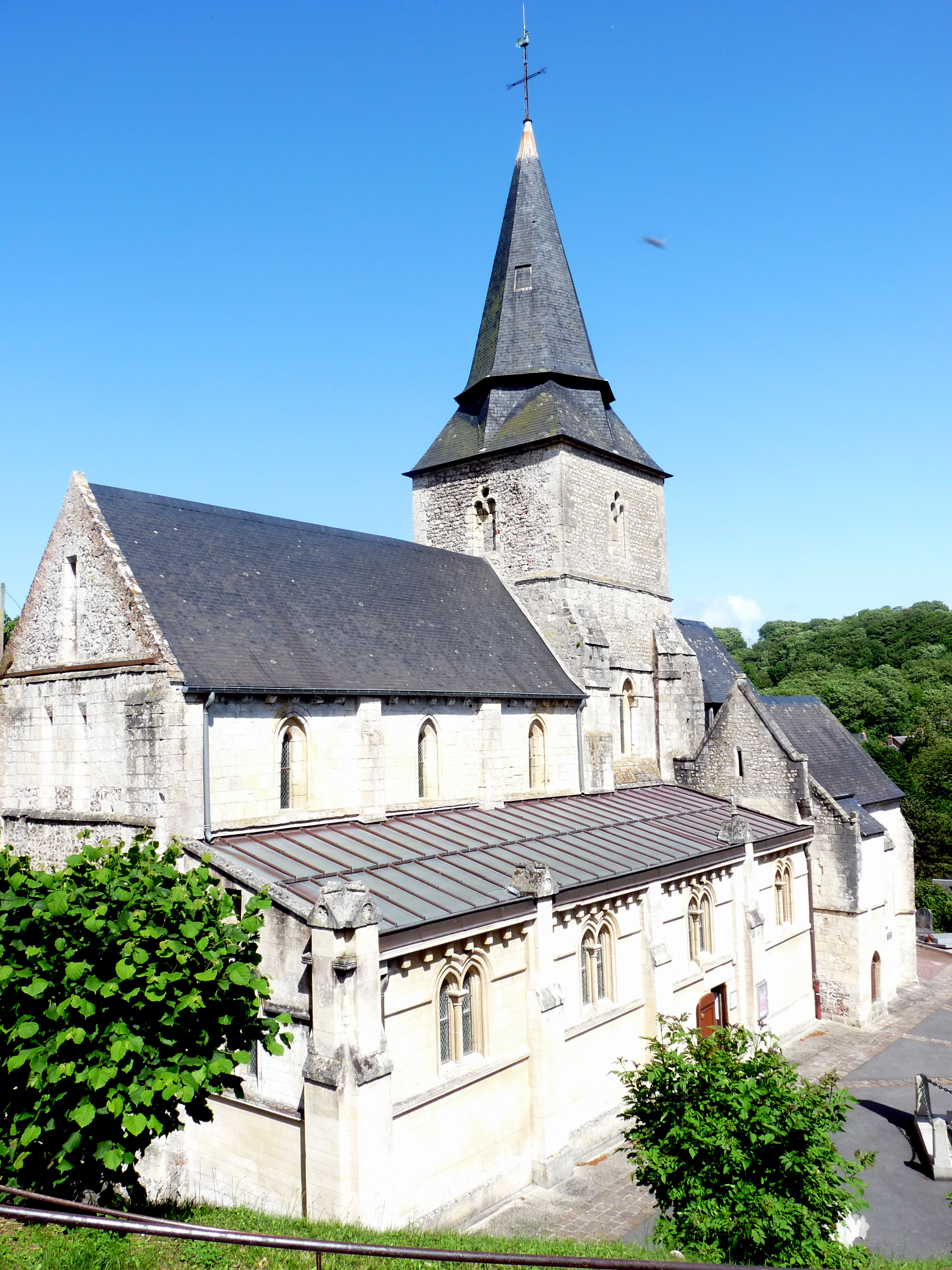
Église Saint-Valery.
.

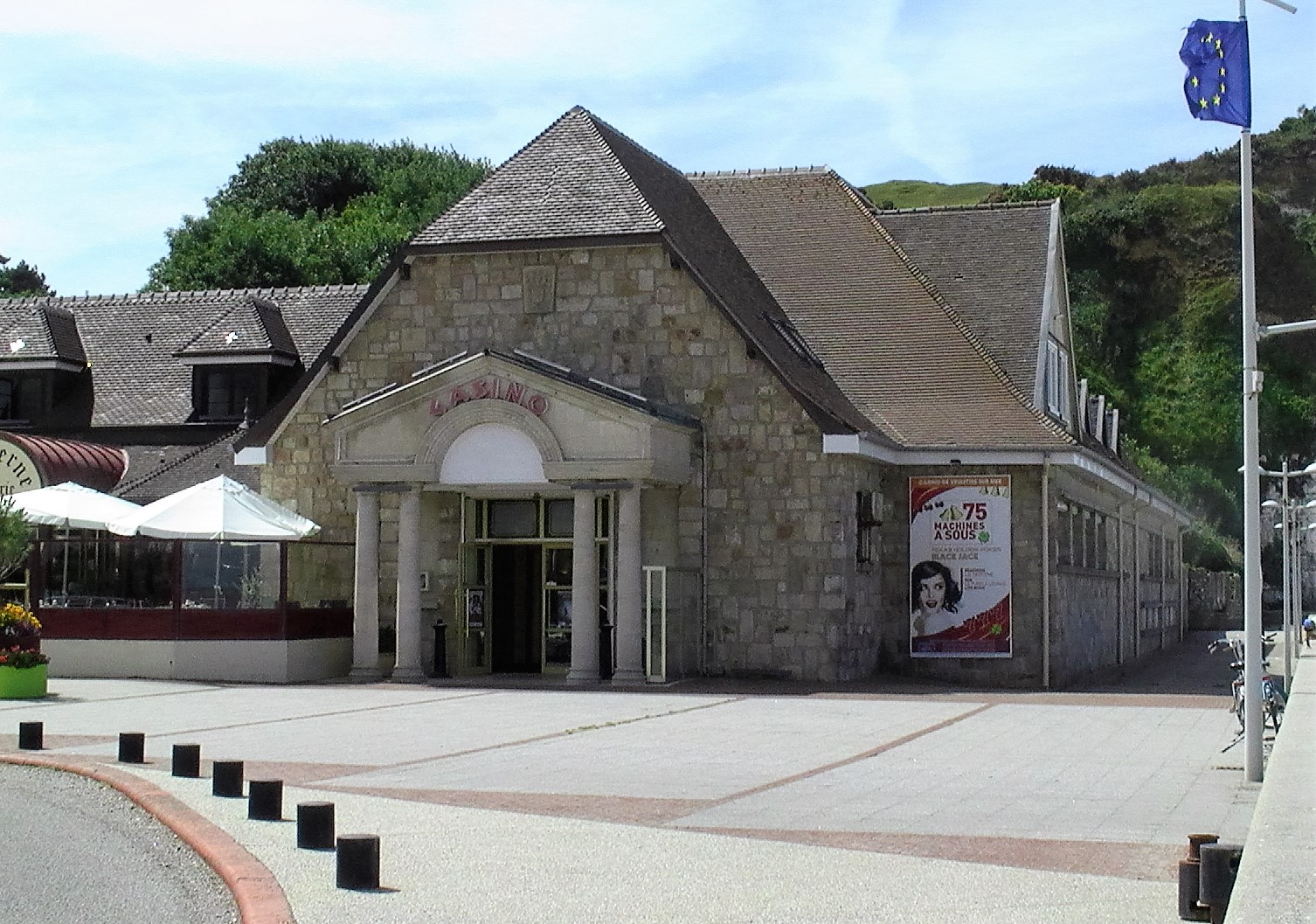
Le casino.

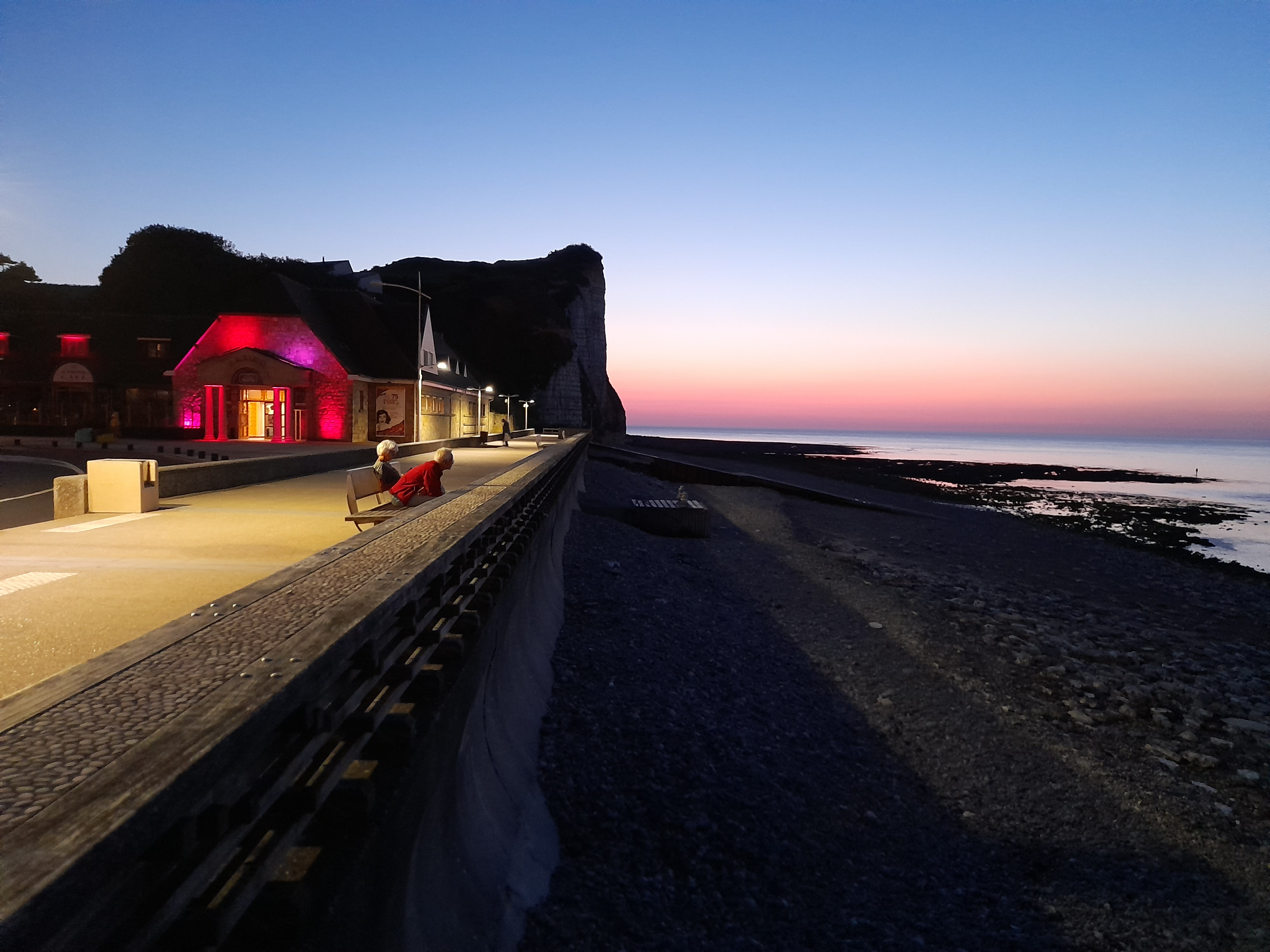
La promenade de la digue Jean-Corruble.

- Église Saint-Valery (XIIe siècle)[33].
La statue de saint Valery est à gauche, face à l'autel, faisant pendant à celle de saint Ouen.
Un écusson en bas relief, daté de 1635, incrusté dans le mur extérieur de la sacristie, supporte les armes de Veulettes.

- École de voile de la Côte d'Albâtre.
- Promenade de la digue Jean-Corruble, édifiée en 1928[14].
- Falaise du Catelier, sur laquelle s'étendait un vaste oppidum gallo-romain, est creusée de grottes dites « tombeau de Gargantua ».
- Chemin des Vicly, où l'on peut admirer des grottes artificielles d'où les cultivateurs ont extrait la marne pour la répandre dans leurs champs (marnage), afin d'améliorer le rendement de ces derniers.
- Les anciens du village racontent encore qu'un tunnel piéton relie le hameau du pont Rouge à la commune de Saint-Valery-en-Caux. Ce tunnel aurait été creusé lors de la Seconde Guerre mondiale afin de permettre une dispersion des troupes militaires.[réf. nécessaire]
- Un casino est installé à l'extrémité de la promenade aménagée.
- La commune fait partie, au même titre que Malleville-les-Grès et Paluel, de la zone naturelle d'intérêt écologique, faunistique et floristique (ZNIEFF) dénommée Basse vallée de la Durdent[34].

### Personnalités liées à la commune
- Jules Gayraud[35] (1839-1914), orientaliste, poète, disciple de Saint Pierre-Julien Eymard et curé de Veulettes de 1895 à 1912, repose à Veulettes. Son livre de poèmes Sur le galet, publié en 1905, contient 44 textes consacrés à divers aspects de la vie à Veulettes-sur-Mer : métiers, villas, personnages, panoramas, etc. L'éditrice, Marthe Gayraud, l'a illustré de 16 photogravures reprenant les clichés de cartes postales de l'époque.
- Émile Servan-Schreiber (1888-1967), journaliste et maire de Veulettes, décédé à Veulettes.
- Anne-Marie Seghers (en) (1911-2012)[36] (double quart de finaliste à Roland-Garros en 1949 et 1954), membre du Tennis Club de Veulettes, donne son nom le 23 août 2012 au court no 1[36] du Club.
- Jean-Jacques Servan-Schreiber (1924-2006), fils aîné d'Émile Servan-Schreiber, journaliste, essayiste et homme politique français, repose à Veulettes.
- Jacques Calvet (1931-2020), homme d'affaires et ancien PDG de PSA, propriétaire d'une maison à Veulettes-sur-Mer. Membre et contributaire du Tennis Club de Veulettes.
- Jean-Pierre Desthuilliers (1939-2013), poète et préfacier, résida régulièrement à Veulettes-sur-Mer entre 1947 et 1974, tous les étés et à d'autres époques, villa Don Gilles (ses parents se sont mariés en 1938 dans la commune).
- David Servan-Schreiber (1961-2011), médecin et docteur ès sciences français, fils aîné de Jean-Jacques Servan-Schreiber et petit-fils d'Émile Servan-Schreiber, repose à Veulettes.
- Charles Corruble (1899-1966), Français libre, décida en 1940 de rejoindre l'Angleterre. Sa famille s’installa à Greenock. Il est à l'initiative du jumelage de Veulettes et de la commune écossaise de Greenock[réf. nécessaire].

### Héraldique
| Blason de Veulettes-sur-Mer | Blason  | D'azur à deux roses d'or rangées en fasce, accompagnées en chef d'un croissant d'argent et en pointe d'un cœur croiseté du même, le tout surmonté d'un lambel aussi d'argent |
| Blason de Veulettes-sur-Mer | Détails | Le statut officiel du blason reste à déterminer. |

## Pour approfondir